# Филиппов, Степан Алексеевич
Филиппов Степан Алексеевич (Filippov Stepan, 19 октября, 1991, п. Тавричанка, Приморский край) — российский каратист, входит в состав сборной России по карате.
Выступает за Сборную России по каратеномичи (KWF) и Владивостокский клуб «Тавис». При тренере Сергееве Евгении Владимировиче стал одним из основных каратистов национальной команды России. С марта 2007 года является спортсменом сборной России. До этого 8 лет выступал за владивостокские клубы «Старт»(ФТШК ПК, «Дальсвязь») и «Тавис». В 2007 году после чемпионата Приморского края в конце 2006 года был приглашён в сборную России по карате, а 31 марта дебютировал в составе национальной команды на Кубке мира в Японии (Токио), но не смог завоевать наград, как и остальные члены команды России. Неоднократно становился призёром чемпионатов и первенств города Владивостока, Приморского края, открытых первенств городов Находка и Уссурийск. Неоднократный призёр Чемпионата Дальневосточного Федерального Округа. 31 марта 2009 года стал серебряным призёром чемпионата мира по карате в Норвегии (Кристиансунн). 5 февраля 2012 года стал победителем чемпионата ДВФО. Летом этого же года, 1 июля, состоялся чемпионат мира в г. Зеленограде (Россия). Филиппов Степан завоевал 3 награды (2-е место тамэсивари, 3 место ката, 3 место дзю кумитэ). На данный момент Филиппов Степан является 4-кратным призёром чемпионатов мира по карате. Действующий вице-чемпион мира.

## Биография
Родился 19 октября 1991 года. Карате начал заниматься в 8 лет под руководством Чернова Александра Николаевича. Добился определённых успехов, таких как попадание в сборную Приморского края для выступления на Чемпионате России в январе 2006 года. В возрасте 13 лет получил чёрный пояс (1 дан). Окончил общеобразовательную школу хорошистом. Поступил в ДВГУ по специальности : юриспруденция. В 2013 году получил высшее образование по специальности юриспруденция. Большую часть жизни проживает в г. Владивостоке.